# Carole Talon-Hugon
 (septembre 2021).
Carole Talon-Hugon, née en 1959 à Orange, est une philosophe française contemporaine, spécialiste d'esthétique, de philosophie de l'art et de théorie des émotions.

## Biographie
Carole Talon-Hugon est reçue à l'agrégation de philosophie en 1983. Conjointement à son activité de professeur en lycée, elle entreprend à l'université Paris IV Sorbonne une thèse en philosophie sur les traités des passions au XVIIe siècle, sous la direction de Pierre Magnard, thèse soutenue en 1992.
Elle obtient une délégation au CNRS en 1989 pour une durée de deux ans puis entre à l'université Paul-Valéry de Montpellier en qualité d'ATER en 1991. Elle est élue maître de conférences en 1995 puis professeur en 2004 à l'université Nice-Sophia-Antipolis, après avoir soutenu une habilitation à diriger des recherches (HDR) sous la direction de Denis Kambouchner à l'université Paris I-Sorbonne en 2002.
Elle a été responsable pour l'université Nice-Sophia-Antipolis d'un programme de recherche de l'Agence nationale de la recherche, « Pouvoir des arts. Expérience esthétique : émotions, savoir, comportements ».
Elle est, de 2005 à 2012, directrice du Centre de recherche en histoire des idées à l'université de Nice ; de 2012 à 2014, elle est déléguée scientifique pour la philosophie à l’Agence d'évaluation de la recherche et de l'enseignement supérieur (AÉRES) et, de 2011 à 2013, représentante du ministère de l'Enseignement supérieur et de la Recherche auprès de la direction des arts plastiques du ministère de la Culture.
Elle est membre senior de l'Institut universitaire de France depuis 2014.
En 2018, elle devient professeur des universités au département de philosophie de l'université Paris-Est-Créteil-Val-de-Marne.
Elle est présidente de la Société française d'esthétique, directrice de publication de la Nouvelle Revue d'esthétique et directrice de rédaction de la revue de philosophie Noesis.
En 2021, elle remplace Marianne Massin à la tête du Centre Victor Basch de recherches en esthétique et philosophie de l’art au sein de Sorbonne Université.
En 2025, son élection dans la section Philosophie de l'Académie des sciences morales et politiques est approuvée.

## Travaux
Carole Talon-Hugon a commencé par des travaux sur la théorie des passions dans la philosophie du XVIIe siècle, sujet de sa thèse et de ses premières publications. Elle s'est ensuite tournée vers l'esthétique — le « je ne sais quoi » des émotions anticipant au XVIIe siècle le « je ne sais quoi » caractéristique de l'expérience esthétique (notamment chez le père Bouhours dès les années 1670).
Dans le domaine de l'esthétique, elle a produit des contributions historiques, telle sa série Une histoire personnelle et philosophique des arts (2014-2016) ou la direction d'ouvrages collectifs. Elle étudie surtout le champ de l'expérience esthétique et de la production artistique du point de vue des affects et des émotions, ce dont témoignent ses livres sur le goût et le dégoût ainsi que de nombreux articles sur l'empathie, la perception de l'architecture et la nature sensorielle et sensuelle de la perception esthétique.
Ces intérêts la conduisent à croiser nombre de problèmes de l'art contemporain aussi bien au plan des performances transgressives que des réponses sociales par la censure — et les réactions à la censure.

## Prises de position
En 2019, son livre L'Art sous contrôle suscite une controverse, du fait d'une note de bas de page : 

« L’acronyme LGBT (lesbian, gay, bisexuel, transgenre) s’est récemment allongé en LGBTQIA+ (Q pour Queer, I pour intersexes, A pour asexuel). Mais le "+" laisse ouverte la possibilité que d’autres préférences en matière sexuelle (fétichisme ? zoophilie ? pédophilie ?) revendiquent leur égale légitimité. »

Thomas Golsenne considère, sur les réseaux sociaux puis sur son carnet Hypothèses, que cette note revient à assimiler l'homosexualité à la zoophilie et à la pédophilie. À la suite d'une alerte qu'il lance sur les réseaux sociaux, la conférence de Carole Talon-Hugon à la villa Arson du 30 janvier 2020 fait l'objet d'une contestation de la part d'étudiants de l'établissement qui partagent la lecture de Thomas Golsenne, et d'une tentative d'interruption par une personne de l'assistance. De son côté, Pierre Jourde, dans son blog hébergé sur le site de L'Obs, critique l'interprétation de Thomas Golsenne et son appel au boycott de la conférence.
Dans un entretien au journal Le Monde, Carole Talon-Hugon s'inquiète du fait que des œuvres d'art « endossent une position revendicatrice pour servir des causes sociétales — le genre, la race, l'orientation sexuelle ou le devenir de la planète. »

Dans l'hebdomadaire Valeurs actuelles, mais aussi sur France Culture, elle critique l'existence d'un « art social » et d'un mouvement de « désartification » de l'art qui « défait progressivement l’idée moderne de l’art qui s’était instituée en Occident entre la fin de la Renaissance et le XIXe siècle » : 

« L’art sociétal contribue à ce mouvement large en transformant l’artiste en militant activiste ou en faisant des œuvres des documents. »

Dans Le Point, la philosophe parle de « l'actuel tournant moralisateur » qui « rompt avec cet autonomisme qui constituait il y a peu de temps encore la doxa de l'art, et qui affirmait à la fois que l'art ne doit pas être jugé d'un point de vue moral, et qu'il doit encore moins chercher à moraliser. » Elle décrit l'existence d'« une nouvelle inquisition qui aborde toutes les questions artistiques par des biais communautaristes. »
Dans son ouvrage, L'Artiste en habits de chercheur (2021), elle s'interroge sur la double crise actuelle de l'art et des sciences humaines : à quels concepts de l'art et de la science a-t-on affaire quand l'art se propose des tâches de documentation et de recherche et que les sciences humaines prennent quelque chose de la fiction, de la littérature et de l'art ?
En février 2021, dans un article de Valeurs actuelles consacré à « l'islamo-gauchisme », Carole Talon-Hugon déplore qu'« un certain nombre de postures militantes prolifèrent sur un terreau préparé par la dérégulation des savoirs. » Selon la philosophe, « on crée des postes sur n'importe quoi. La justice écologique, par exemple. »

## Publications
- Les Passions rêvées par la raison. Essai sur la théorie des passions de Descartes et de quelques-uns de ses contemporains, Paris, Vrin, coll. « Philologie et Mercure », 2002
- Goût et dégoût : l’art peut-il tout montrer ?, Nîmes,  éd. J. Chambon, coll. « Rayon art », 2003[14]
- Les Passions, Paris, Armand Colin, 2004
- L’Esthétique, Paris, PUF, coll. « Que sais-je ? », 2004 ; 4e réédition, 2013[15]
- Avignon 2005 : le conflit des héritages, Paris, Actes Sud, 2006[16],[17]
- Morales de l’art, Paris, PUF, 2009[18],[19],[20]
- L’Art victime de l’esthétique, Paris, Hermann, coll. « Hermann Philosophie », 2014
- Une histoire personnelle et philosophique des arts, Paris, PUF
  - L’Antiquité grecque, 2014
  - Moyen Âge et Renaissance, 2014
  - Classicisme et Lumières, 2015
  - La Modernité, 2016
- Le Conflit des héritages, Arles, Actes sud-papiers, 2017
- L'Art sous contrôle - Nouvel agenda sociétal et censures militantes, PUF, 2019  (ISBN 978-2-13-081782-6)
- L'Artiste en habits de chercheur, PUF, 2021